# Nová Pláň
Nová Pláň (deutsch Neurode) ist eine Gemeinde mit rund 40 Einwohnern in Tschechien.

## Geografie

### Geografische Lage
Nová Pláň liegt 8 km südlich von Bruntál in 494 m ü. M. im Tal des Baches Mýdlový potok, eines Zuflusses der Moravice (Mohra) am oberen Ende der Talsperre Slezská Harta. Das Dorf umfasst eine Fläche von 171 Hektar und befindet sich am östlichen Fuße des 693 m hohen Měděný vrch (Kupferberg).

### Gemeindegliederung
Für die Gemeinde Nová Pláň sind keine Ortsteile ausgewiesen.

## Geschichte
An der Stelle des heutigen Dorfes entstand 1640 ein Hammerwerk und am Kupferberg wurde Erz abgebaut. 1662 gründete der Besitzer der Herrschaft Sternberg, Silvius Nimrod von Württemberg-Teck oberhalb von  Karlsberg den Ort Neurode, in dem sich zehn Hammerleute mit ihren Familien ansiedeln konnten.
Neurode und Karlsberg bildeten seit 1656 mit Rautenberg einen Pfarrsprengel, das seinen Sitz in Rautenberg hatte. Ab 1726 ist 2,5 km abseits von Karlsberg eine Filialkirche nachweislich, die 1881 renoviert wurde. 1905 erhielt auch Neurode eine Kirche.
Nach der Ablösung der Patrimonialherrschaften bildete Neurode ab 1850 zum Bezirk Bärn. Im Jahre 1881 erhielt Neurode eine eigene Dorfschule. Im Jahre 1939 lebten in Neurode 271 Menschen, davon waren 269 Katholiken und 2 Protestanten. Die Bewohner des Ortes arbeiteten fast alle im Kupferhammer, daneben wurde auch Landwirtschaft betrieben. Am 1. Dezember 1930 hatte das Dorf Neurode 261 Einwohner und am 22. Mai 1947 waren es 126 Bewohner. Die Deutschen wurden 1945 enteignet und vertrieben. 1960 wurde Nová Pláň mit Karlovec zur Gemeinde Karlova Pláň zusammengeschlossen. 1979 erfolgte die Eingemeindung nach Bruntál; seit 1993 ist Nová Pláň wieder eine selbständige Gemeinde. Durch den Talsperrenbau wurden Teile des Dorfes sowie Karlovec überflutet. Von Karlovec blieb lediglich die Kapelle erhalten.
Heute dient der Ort durch seine Lage an der Talsperre fast ausschließlich Erholungszwecken. Der Kupferhammer besteht nicht mehr, größter Arbeitgeber ist ein Forstbetrieb. Die nach dem Zweiten Weltkrieg verfallene Kirche wurde saniert und zu einem Hotelrestaurant umgebaut.